# Parabasalia
Parabasalia је група анаеробних екскаватних протиста са парабазалним апаратом — два или више парабазална влакна повезују диктиозоме Голџијевог апарата за бичеве. Не поседују митохондрије, уместо њих постоје хидрогенозоми. Живе као симбионти у цреву животиња, нарочито инсеката, или као патогени (попут врсте Trichomonas vaginalis). 